# Cité perdue du Kalahari
La cité perdue du Kalahari est une énigme de l’exploration européenne de l’Afrique et de l’archéologie datant de la fin du XIXe siècle. L’histoire rapporte l’existence d’une cité en ruine se trouvant dans le désert du Kalahari. Elle ne sera résolue qu'un siècle plus tard avec la découverte de concrétions naturelles de dolérite pouvant donner l'impression de constructions humaines.
Selon le récit de l'écrivain David Hatcher Childress (en), ces formations sont situées en Namibie à l'est d'Aroab, près de la frontière avec l'Afrique du Sud et de la localité de Rietfontein (Cap du Nord) (en). D'autres sources la situent, toujours à proximité de Rietfontein, à douze kilomètres de la ferme de Klipkolk en suivant le bord sud du salar Hakskeen Pan.

## Origine de l’énigme

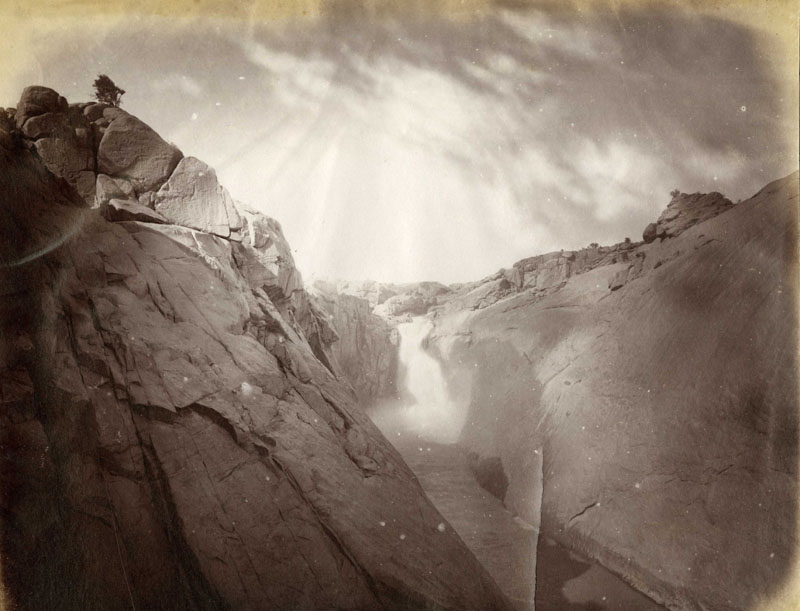
Photographies de chutes sur le fleuve Orange prise par l'expédition de Farini en 1885, illustrant les paysages immenses de dolérite au sud du désert du Kalahari.

En 1885, le Canadien Gilarmi Farini (pseudonyme de William Leonard Hunt) est l’un des premiers Occidentaux à se lancer dans la traversée du Kalahari alors inconnu. Au cours de son retour vers la ville de Upington, Farini rapporte alors la découverte de ce qui allait devenir la Cité Perdue du Kalahari :

« Nous dételons près d’une ruine immense, et dont je n’avais jamais entendu parler. Sur une longueur de près de deux kilomètres s’étend en forme d’arc une ligne de décombres qu’on eût pu prendre pour la grande muraille de Chine après un tremblement de terre ; çà et là, entre deux assises, on voit encore du ciment, parfaitement conservé ; toutes les pierres sont taillées, mais celles qui occupent le sommet des écroulements, usées peu à peu sous la friction des sables ou sous les intempéries, ont pris les formes les plus singulières ; quelques-unes ont l’air d’une table à un pied.
À l’intérieur de l’arc on trouve, tous les trente à quarante pas, de petits bassins en forme d’ellipse obtuse, les uns taillés dans un seul bloc, les autres en pierre rejointoyées ; puis, un espace d’une vingtaine de mètres pavé en grande dalles et traversé par une sorte de croix de Malte, au centre de laquelle devait s’élever un autel ou une colonne, car des tronçons cannelés sont épars sur le sol. Qu’avions-nous découvert ainsi, dormant du sommeil des siècles : un temple, une cité, la nécropole de quelque grande nation ? »

— Farini, Huit mois au Kalahari , 1887.

## Les légendes et les recherches

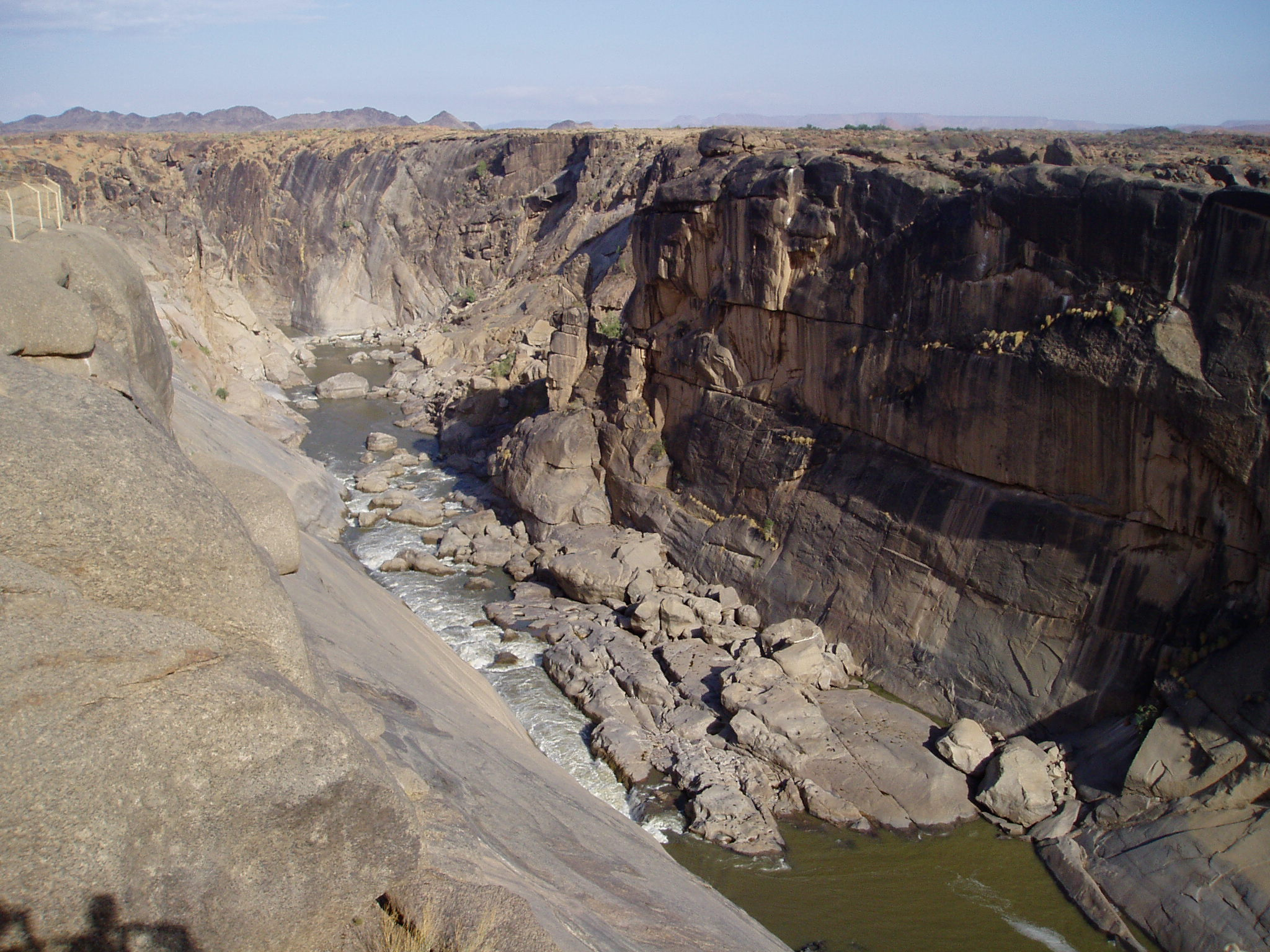
Photographie moderne des Chutes d'Augrabies (période hivernale) sur le fleuve Orange, à 186 km au sud en ligne droite de la localisation présumée de la Cité perdue.

Farini et son fils adoptif Lulu (pseudonyme de Samuel Wasgate), artiste de cirque et photographe amateur, documentent l'expédition en photographies souvent prises de points escarpés et qui témoignent à la fois de ses talents d'acrobate et de photographe. Ces photographies font sensation en exposition à Londres, puis sont publiées dans l'ouvrage de Farini, Through the Kalahari Desert. Farini y décrit l'ancienne cité qu'il pense avoir découverte. Ces propos, traduits en français et en allemand, donnent naissance à une légende circulant en Afrique du Sud au début du XXe siècle. Certains affirment avoir vu une pirogue abandonnée, ou encore une carrière de pierre en plein désert. On tente également d’expliquer la présence de cette civilisation inconnue par des rapprochements avec les découvertes archéologiques de Grand Zimbabwe.
L'histoire tombe dans un oubli temporaire, jusqu'à ce que le professeur Ernest H. L. Schwarz (1873-1929), éminent géologue fondateur du département de géologie de l'Université Rhodes, la remet sur la scène publique en 1923 alors qu'il se consacre à la géologie du Kalahari et à des projets pour son irrigation se basant sur l'exemple des cités romaines au nord de l'Afrique. À partir de 1932, vingt-cinq expéditions se sont lancées à la recherche de la Cité Perdue. Elles quadrillent la zone désertique sur les dires de Farini, décédé en 1929. F. R. Paver et le docteur W. M. Borcherds de Upington en tête, elles fouillent les sables du désert, survolent la région en reconnaissance aérienne, et avancent de multiples hypothèses. Aucune ne parvient pourtant à révéler le moindre signe de construction dans cette zone.
L'ethnologue française de grand renom Jacqueline Roumeguère-Eberhardt et son premier époux Pierre Roumeguère partent notamment en expédition en 1959, et elle retournera sur les lieux peu avant de mourir, en 2004.
Or, les nombreuses photographies de chutes et rapides laissées par Farini le placent le long du fleuve Orange et de son affluent le Vaal, bien au sud du centre du Kalahari.

## L'expédition de A. John Clement

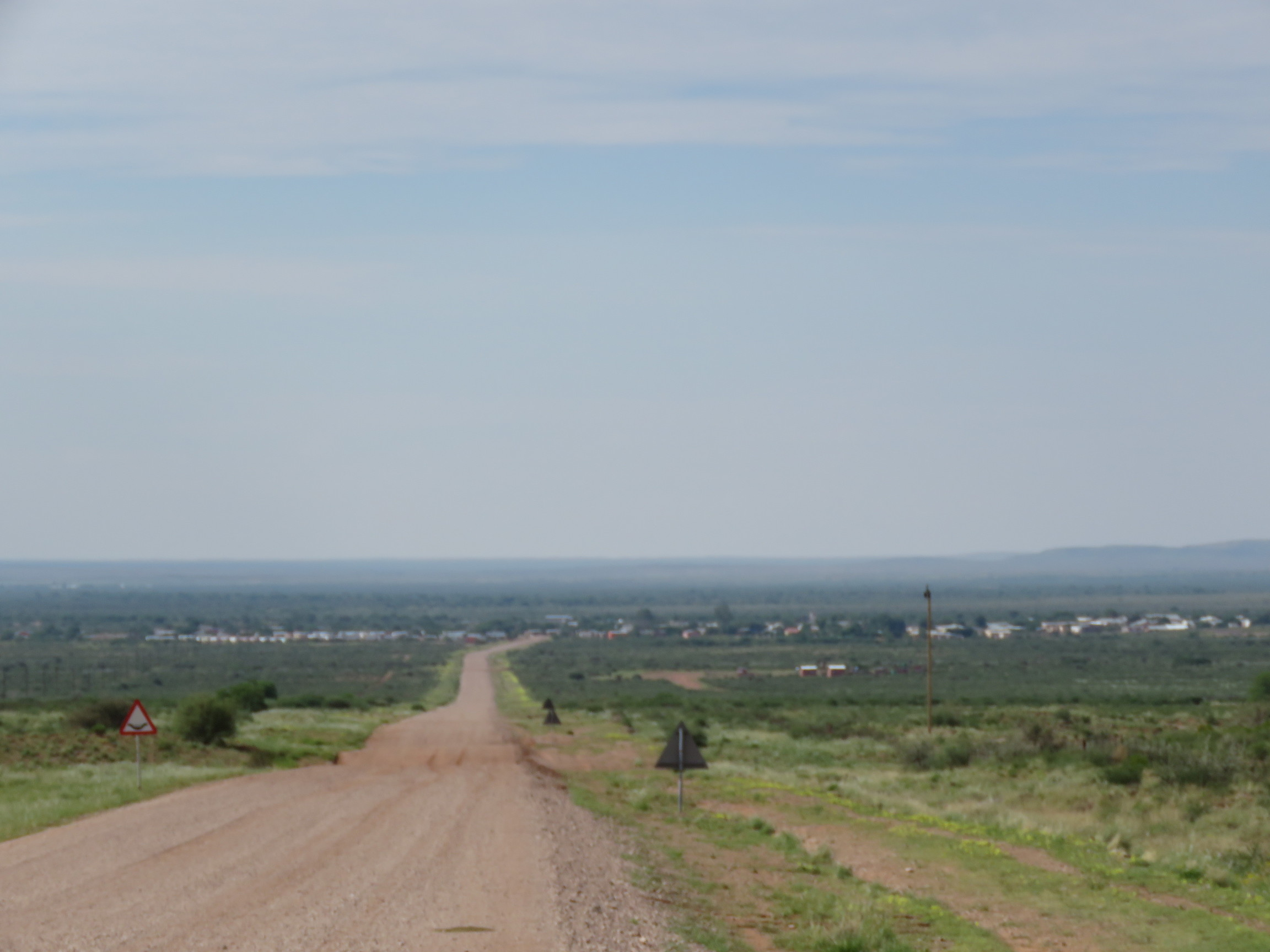
Le village d'Aroab en Namibie, à l'extrémité sud du Kalahari et près de la frontière avec l'Afrique du Sud. C'est près de ce village que A. John Clement trouve les concrétions naturelles qui correspondent aux descriptions de Farini.

Le professeur A. John Clement reprend les recherches et avance une nouvelle explication aux alentours de la fête de Pâques de 1964. Son étude minutieuse du parcours de Farini fait ressortir des incohérences dans le récit. Clement déduit que Farini est bien allé en Afrique australe, mais qu’il n’est jamais allé au cœur du Kalahari où il place pourtant la Cité perdue. Fort de cette déduction, Clement s’aventure sur les pas réels de Farini.
À la frontière entre l’Afrique du Sud et la Namibie, on lui montre un ensemble de roches monumentales ressemblant à une muraille connue sous le nom de Eierdop Koppies en afrikaans ou Eggshell Hills an anglais. Il qualifie ces blocs de « cyclopéens » et les décrit de la sorte :

« L'esquisse évidente d'un grand amphithéâtre ovale, peut-être long d'un tiers de mile, en est l'élément principal. En de nombreux endroits, la structure présentait une ressemblance frappante avec un double mur construit de grands blocs luisants, et de façon évidente de nombre de ces rochers pris individuellement pouvaient être facilement confondus avec des blocs de construction carrés. »

— A. John Clement, The Kalahari and its Lost City, 1967,

## Solution de l'énigme

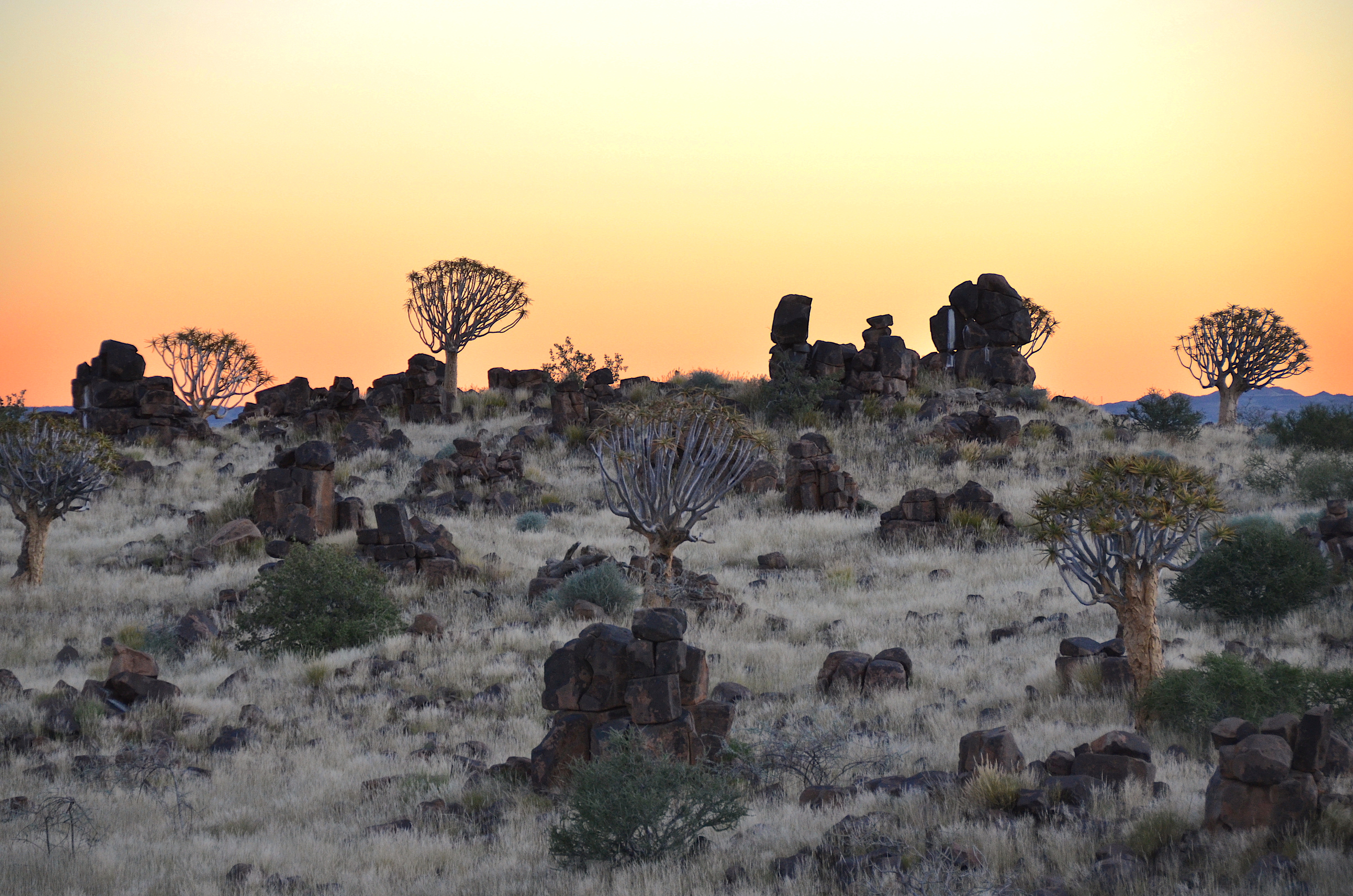
Dolérite à l'apparence de large blocs de roche empilés (au milieu d'arbres kokerboom) près de Keetmanshoop en Namibie, à 188 km en ligne droite à l'ouest de la localisation présumée de la Cité perdue.

La cité perdue du Kalahari vue par Farini existe bien, mais l’ensemble se révèle être une formation naturelle. C’est une curiosité géologique datant de 180 millions d’années, issue du grand bouleversement accompagnant la naissance des monts du Drakensberg en Afrique du sud. Les pierres à l’aspect brûlé sont composées de dolérite, une roche magmatique particulière, dont l’érosion fait apparaître des blocs perpendiculaires et réguliers ressemblant beaucoup à des constructions artificielles.